# Từ Lạc Giang
Từ Lạc Giang (hoặc Từ Nhạc Giang, tiếng Trung giản thể: 徐乐江, bính âm Hán ngữ: Xú Lè Jiāng, sinh tháng 4 năm 1959, người Hán) là chuyên gia luyện kim, chuyên gia kinh tế, chính trị gia nước Cộng hòa Nhân dân Trung Hoa. Ông hiện là Ủy viên Ủy ban Trung ương Đảng Cộng sản Trung Quốc khóa XIX, Phó Bộ trưởng Bộ Công tác Mặt trận Thống nhất Trung ương Đảng, Bí thư Đảng tổ, Phó Chủ tịch thường vụ Hội Liên hiệp Công Thương Trung Quốc. Ông là Ủy viên dự khuyết Trung ương Đảng khóa XVII, XVIII, từng là Phó Bộ trưởng Bộ Công nghiệp và Công nghệ thông tin; Bí thư Đảng ủy, Chủ tịch Tập đoàn Thép Bảo Cương.
Từ Lạc Giang là đảng viên Đảng Cộng sản Trung Quốc, học vị Cử nhân Luyện kim, Thạc sĩ Quản trị kinh doanh, chức danh Cao cấp công trình sư cấp Giáo sư ngành Luyện kim. Ông có sự nghiệp thời gian dài trong ngành thép, từ công nhân luyện kim, kỹ sư cán thép rồi trở thành lãnh đạo Thép Bảo Cương hàng đầu ngành thép Trung Quốc cho đến khi tham gia chính trường Trung Quốc.

## Xuất thân và giáo dục
Từ Lạc Giang sinh tháng 4 năm 1959 tại huyện Tân Thái, nay là thành phố cấp huyện Tân Thái, thuộc địa cấp thị Thái An, tỉnh Sơn Đông, Cộng hòa Nhân dân Trung Hoa. Ông lớn lên và tốt nghiệp cao trung ở Tân Thái năm 1974, thuộc diện thanh niên trí thức trong phong trào Vận động tiến về nông thôn, được điều tới tỉnh Giang Tây từ tháng 10 cùng năm, tham gia lao động với tư cách là thanh niên thuộc Đại đội Tiểu Tào (小曹) ở công xã Bằng Châu (鹏州) của huyện Lạc An, Phủ Châu. Ông được kết nạp Đảng Cộng sản Trung Quốc vào thời gian lao động này, vào tháng 6 năm 1976, khi 17 tuổi, và là Phó Bí thư Chi bộ Đảng của Đại đội Tiểu Tào từ cuối năm này cho đến khi phong trào được kết thúc. Tháng 3 năm 1978, Từ Lạc Giang thi đỗ Học viện Luyện kim Giang Tây (nay là Đại học Khoa học và Kỹ thuật Giang Tây), tới thủ phủ Nam Xương để nhập học Khoa Cơ giới, tốt nghiệp Cử nhân Cơ giới luyện kim vào tháng 2 năm 1982. Tháng 9 năm 1998, ông thi đỗ và theo học khóa cao học chương trình tại chức chuyên ngành quản trị kinh doanh quốc tế được phối hợp giảng dạy bởi Đại học Phục Đán và Đại học Hồng Kông, nhận bằng Thạc sĩ MBA vào tháng 7 năm 2000. Trước đó, ông sang Hoa Kỳ để tham gia khóa bồi dưỡng quản trị kinh doanh ở Đại học Tây Virginia từ tháng 7 năm 1995 đến tháng 3 năm 1996. Ông từng tham gia khóa học chính trị bồi dưỡng cán bộ trung, thanh niên một năm từ tháng 3 năm 2001 đến tháng 1 năm 2002, nghiên cứu sinh tại chức chuyên ngành lý luận pháp luật từ tháng 3 năm 2001 đến tháng 1 năm 2004, đều tại Trường Đảng Trung ương Đảng Cộng sản Trung Quốc.

## Sự nghiệp

### Ngành thép
Tháng 12 năm 1977, sau khi phong trào thanh niên nông thôn kết thúc, Lý Lạc Thành được tuyển dụng làm công nhân của Đại đội 261 thuộc Cục Khảo sát địa chất Hoa Đông, tỉnh Giang Tây. Ở đây thời gian ngắn rồi học đại học và tốt nghiệp năm 1982, ông tới Thượng Hải, được nhận vào Tổng nhà máy Bảo Cương Thượng Hải, là chuyên viên trợ công cơ động rồi tổ trưởng tổ kỹ thuật của chi nhánh Nhà máy Cán ép sơ bộ (Cán sơ). Tháng 8 năm 1986, ông là Phó Khoa trưởng Khoa Cơ động của Nhà máy Cán sơ, rồi Trợ lý Xưởng trưởng Nhà máy từ tháng 3 năm 1988. Tháng 1 năm 1989, ông được điều sang Nhà máy Cán nguội – một chi nhánh của Tổng nhà máy Bao Cương, làm Phó Xưởng trưởng nhà máy này, thăng chức làm Xưởng trưởng từ tháng 7 năm 1992. Năm 1994, nhà máy này được chuyển đổi thành hình thức doanh nghiệp nhà nước là Tập đoàn Thép Bảo Sơn, ông nhậm chức Phó Tổng giám đốc và là Thường vụ Đảng ủy doanh nghiệp này từ 1995. Đến 1998, Thép Bảo Sơn tiếp tục chuyển đổi hợp nhất với Tập đoàn Luyện kim Thượng Hải thành Tập đoàn Thép Bảo Cương Thượng Hải ông là Đồng sự, Phó Tổng giám đốc, Thường vụ Đảng ủy của cơ quan mới. Về lĩnh vực xã hội, tháng 6 năm 2001, ông được bầu làm Ủy viên thường vụ Ủy ban Toàn quốc khóa VI của Hiệp hội Khoa học và Kỹ thuật Trung Quốc.
Tháng 12 năm 2004, Từ Lạc Giang được bổ nhiệm làm Đồng sự, Thường vụ Đảng ủy, Tổng giám đốc Thép Bảo Cương Thượng Hải, tiếp tục là Tổng giám đốc khi tên doanh nghiệp được đổi thành Tập đoàn Bảo Cương năm 2005, và trở thành Chủ tịch tập đoàn này từ tháng 1 năm 2007, được bầu làm Bí thư Đảng ủy, lãnh đạo toàn diện doanh nghiệp từ năm 2014. Giai đoạn này, vào tháng 10 năm 2007, ông tham gia Đại hội Đảng Cộng sản Trung Quốc lần thứ XVII được bầu làm Ủy viên dự khuyết Ủy ban Trung ương Đảng Cộng sản Trung Quốc khóa XVII, sau đó một nhiệm kỳ, ông dự Đại hội Đảng Cộng sản Trung Quốc lần thứ XVIII và tiếp tục là Ủy viên dự khuyết khóa XVIII nhiệm kỳ 2012–17. Tính đến cuối năm 2016, ông có gần 35 năm công tác ở ngành thép, từ một chuyên viên bình thường cho đến khi trở thành lãnh đạo, và rời khỏi đây khi doanh nghiệp này được hợp nhất với Tập đoàn Vũ Cương để thành lập Tập đoàn Thép Bảo Vũ Trung Quốc.
Trong ngành thép, Từ Lạc Giang hoạt động trong lĩnh vực công nghệ, thiết bị luyện kim gang thép, tin học hóa và nghiên cứu khoa học. Từng lãnh đạo ba hãng thép Thượng Hải, Bảo Sơn, Bảo Cương, ông chủ trì việc tái thiết, nâng cấp, chuẩn bị và triển khai kế hoạch tin tức hóa tiền thân của Thép Bảo Vũ, tập trung hoạch định tài nguyên doanh nghiệp của các công ty con và xây dựng trung tâm dữ liệu của tập đoàn để hình thành quyền sở hữu trí tuệ độc lập. Ông đã chủ trì và tổ chức nghiên cứu đề tài 863 cấp quốc gia "Kiến trúc phần mềm MES công nghiệp luyện kim và nghiên cứu kỹ thuật trọng điểm cùng với thị phạm ứng dụng" (冶金工业MES架构和关键技术研究与示范应用), hình thành một phần mềm sản xuất hoàn toàn độc lập về quyền sở hữu trí tuệ, lấp đầy các lỗ hổng trong ngành luyện kim Trung Quốc. Đề tài đã công bố 7 bằng độc quyền sáng chế, xây dựng 1 tiêu chuẩn sản phẩm MES quốc gia, hoàn thành 20 đăng ký quyền sở hữu trí tuệ phần mềm, công bố 67 bài báo trên các tạp chí học thuật.

### Chính trường
Tháng 12 năm 2016, Từ Lạc Giang được bổ nhiệm làm Thành viên Đảng tổ, Phó Bộ trưởng Bộ Công nghiệp và Công nghệ thông tin Trung Quốc. Tháng 4 năm sau, ông được điều chuyển làm Phó Bộ trưởng Bộ Công tác Mặt trận Thống nhất Trung ương Đảng, Bí thư Đảng tổ Hội Liên hiệp Công nghiệp và Thương mại Toàn quốc Trung Hoa, cấp bộ trưởng, rồi được bầu làm Phó Chủ tịch thường vụ của tổ chức đoàn thể nhân dân này, và cũng là Phó Hội trưởng Hội Thương mại dân sự Trung Quốc. Ông tham gia đại hội đại biểu toàn quốc vào tháng 10 năm này, đắc cử Ủy viên chính thức Ủy ban Trung ương Đảng Cộng sản Trung Quốc khóa XIX tại Đại hội Đảng Cộng sản Trung Quốc lần thứ XIX. Tháng 1 năm 2018, ông cũng được bầu làm Ủy viên Ủy ban Toàn quốc Hội nghị Hiệp thương Chính trị Nhân dân Trung Quốc khóa XIII.